# Rakytník
Rakytník é um município da Eslováquia, situado no distrito de Rimavská Sobota, na região de Banská Bystrica. Tem 8,37 km² de área e sua população em 2018 foi estimada em 332 habitantes.

## Demografia
| Ano:        | 1994 | 2004   | 2014    | 2024   |
| ----------- | ---- | ------ | ------- | ------ |
| Broj ljudi: | 256  | 260    | 323     | 342    |
| Razlika:    |      | +1,56% | +24,23% | +5,88% |

| Ano:               | 2023 | 2024   |
| ------------------ | ---- | ------ |
| Número de pessoas: | 341  | 342    |
| Diferença:         |      | +0,29% |